# Міньєр (Іллінойс)
Міньєр (англ. Minier) — селище (англ. village) в США, в окрузі Тазвелл штату Іллінойс. Населення — 1154 особи (2020).

## Географія
Міньєр розташований за координатами 40°25′59″ пн. ш. 89°18′50″ зх. д. / 40.43306° пн. ш. 89.31389° зх. д. (40.433174, -89.313890).  За даними Бюро перепису населення США в 2010 році селище мало площу 1,61 км², уся площа — суходіл. В 2017 році площа становила 1,77 км², уся площа — суходіл.

## Демографія
Згідно з переписом 2010 року, у селищі мешкали 1252 особи в 510 домогосподарствах у складі 352 родин. Густота населення становила 779 осіб/км².  Було 546 помешкань (340/км²).
Расовий склад населення:
| - 98,1 % — білих - 0,5 % — азіатів - 0,3 % — корінних американців - 0,2 % — чорних або афроамериканців |

До двох чи більше рас належало 0,8 %. Частка іспаномовних становила 1,3 % від усіх жителів.
За віковим діапазоном населення розподілялося таким чином: 24,0 % — особи молодші 18 років, 57,5 % — особи у віці 18—64 років, 18,5 % — особи у віці 65 років та старші. Медіана віку мешканця становила 41,0 року. На 100 осіб жіночої статі у селищі припадало 97,5 чоловіків;  на 100 жінок у віці від 18 років та старших — 89,6 чоловіків також старших 18 років.
Середній дохід на одне домашнє господарство  становив 70 942 долари США (медіана — 50 000), а середній дохід на одну сім'ю — 80 266 доларів (медіана — 61 250). Медіана доходів становила 45 543 долари для чоловіків та 35 000 доларів для жінок. За межею бідності перебувало 13,0 % осіб, у тому числі 17,4 % дітей у віці до 18 років та 4,7 % осіб у віці 65 років та старших.
Цивільне працевлаштоване населення становило 621 осіб. Основні галузі зайнятості: освіта, охорона здоров'я та соціальна допомога — 24,2 %, виробництво — 18,5 %, фінанси, страхування та нерухомість — 13,4 %, роздрібна торгівля — 12,1 %.